# 元町 (松本市)
元町（もとまち）は長野県松本市の市街地の東部の町名。現行行政地名は元町1丁目から元町3丁目。住居表示実施済み。

## 概要
女鳥羽川沿いにあり、南北に細長い（南北：1km、東西：150~200m）。中央を通るやまびこ道路沿いやその周辺に郊外型専門店やスーパーが多い。また信州大学が近く学生向けの住宅や団地も多い。2005年に立て替えられた国土交通省北陸地方整備局松本砂防事務所がある。

## 歴史
- 1967年（昭和42年）7月1日 - 住居表示実施[4]。

## 世帯数と人口
2018年（平成30年）10月1日現在の世帯数と人口は以下の通りである。
| 丁目      | 世帯数  | 人口    |
| --------- | ------- | ------- |
| 元町1丁目 | 338世帯 | 707人   |
| 元町2丁目 | 241世帯 | 492人   |
| 元町3丁目 | 378世帯 | 697人   |
| 計        | 957世帯 | 1,896人 |

## 施設
- 信州松本もとまち自動車学校
- 国土交通省北陸地方整備局松本砂防事務所
- 西友 元町店
- DCM 松本元町店